# Golfo di Saint-Malo
Il golfo di Saint-Malo è un golfo della Manica il cui litorale appartiene ai dipartimenti di Côtes-d'Armor, Ille-et-Vilaine e Manica in Francia, ma che comprende anche le isole del Canale. Esso si estende su una superficie di 8500 km2 tra l'arcipelago di Bréhat, le isole di Guernsey e di Alderney e il Capo di La Hague.

## Isole
Oltre alle isole del Canale di Jersey, Guernesey (e le sue principali dipendenze di Alderney e Sark) si trovano le isole Chausey, che fanno parte del comune di Granville.

## Comuni
Oltre alle città di Saint Helier (Jersey) e di Saint-Pierre-Port (Guernsey), capoluoghi delle rispettive isole del Canale, sul golfo di Saint-Malo si affacciano i comuni francesi di:
- Saint-Brieuc
- Dinard
- Saint-Malo
- Le Mont-Saint-Michel
- Granville
- Barneville-Carteret
- Les Pieux

## Corsi d'acqua
Solo pochi fiumi costieri si gettano nel golfo:
- La Rance, tra Dinard e Saint-Malo
- La Sélune e la Sée, che formano un estuario comune al fondo della baia di Mont-Saint-Michel
- Il Couesnon, che si getta nel mare a livello di Mont-Saint-Michel